# Bitwa pod Grobami
Bitwa w lesie Groby – bitwa stoczona 23 maja 1771 roku pod Grobami, w czasie konfederacji barskiej.
1200 konfederatów zostało pokonanych przez 4500 żołnierzy rosyjskich. Bitwa ta (a właściwie potyczka) była częścią batalii stoczonej pod Lanckoroną (bitwa pod Lanckoroną).

Kaplica i mogiły żołnierzy poległych w bitwie pod Grobami